# Rhothonia
Rhothonia é um género biológico da família dos albatrozes que foi proposto em 1917 por Robert Cushman Murphy e que não é utilizado actualmente. O género foi proposto em reacção à proposta de classificação taxonómica dos albatrozes proposta por Elliott Coues em 1866, que estabelecia as famílias Diomedeidae e Procellariidae a partir da análise de características morfológicas dos membros anteriores e narinas destas aves e que extinguia dois géneros (Phoebastria e Thalassarche) propostos por Ludwig Reichenbach em 1853.